# Liste der Staatsoberhäupter 1889

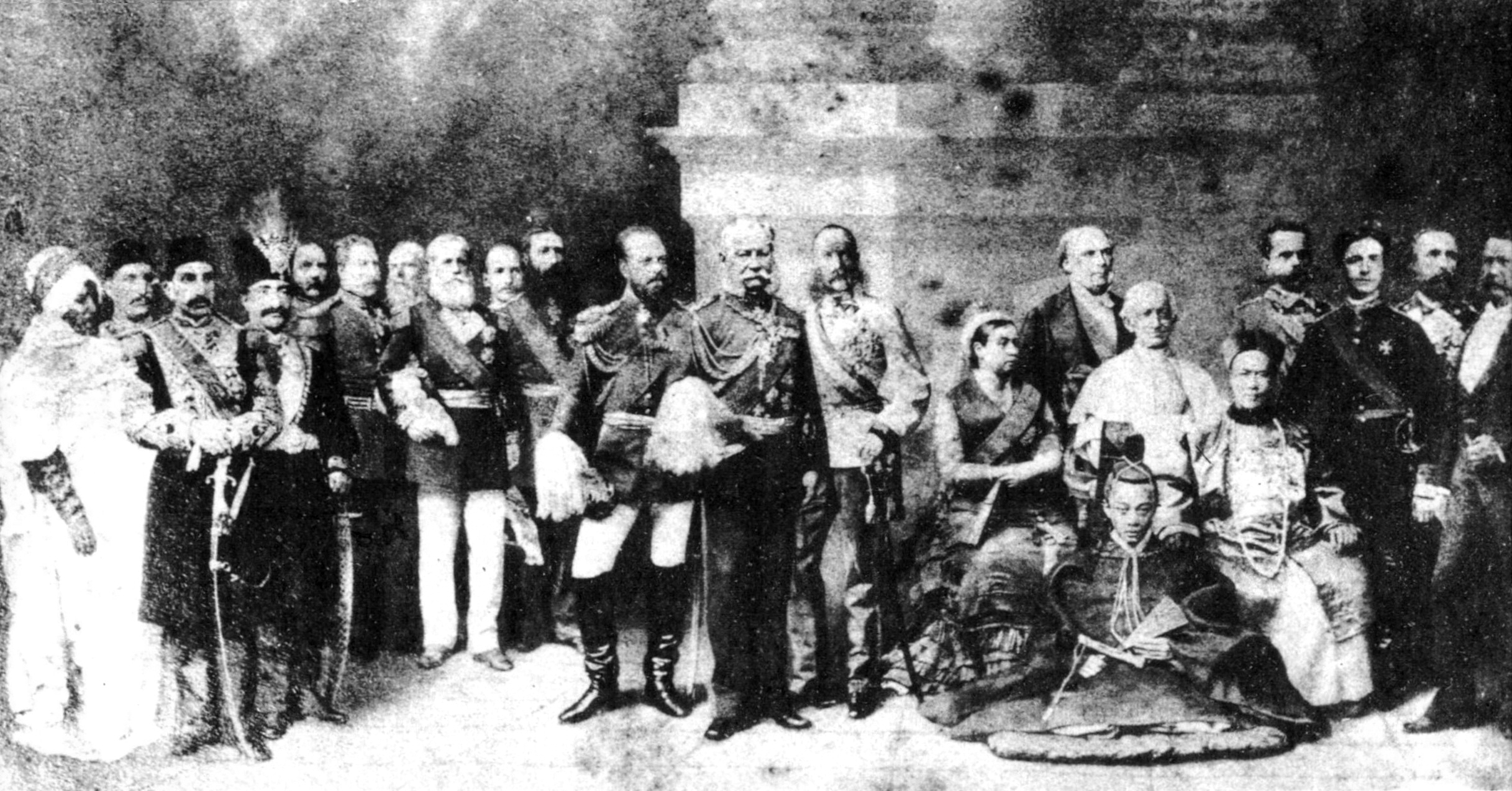
Die Staatsoberhäupter auf einer Fotomontage von 1889

Übersicht
◄◄ | ◄ | 1885 | 1886 | 1887 | 1888 | Liste der Staatsoberhäupter 1889 | 1890 | 1891 | 1892 | 1893 | ► | ►►

Weitere Ereignisse

## Afrika
- Ägypten (Teil des Osmanischen Reichs)
  - Khedive: Tawfiq (1879–1892)

- Äthiopien
  - Kaiser: Yohannes IV. (1871–9. März 1889)
  - Kaiser: Menelik II. (9. März 1889–1913)

- Buganda
  - Thronprätendent: Kalema (1888–1889)
  - Kabaka: Mwanga II. (1884–1888, 1889–1897)

- Bunyoro
  - Omukama: Kabalega (1869–1898)

- Burundi
  - Staatsoberhaupt: König: Mwezi IV. Gisabo (1852–1908)

- Dahomey
  - König: Glélé (1856–1889)
  - König: Behanzin (1889–1894)

- Liberia
  - Staatsoberhaupt: Präsident Hilary R. W. Johnson (1888–1892)

- Marokko
  - Staatsoberhaupt: Sultan Mulai al-Hassan I (1873–1894)

- Ruanda
  - Staatsoberhaupt: König Kigeri IV. (1853–1895)

- Kalifat von Sokoto
  - Staats- und Regierungschef: Kalif Umaru bin Ali (1881–1891)

- Südafrikanische Republik
  - Staats- und Regierungschef: Präsident Paul Kruger (1883–1900)

- Sudan
  - Kalif: Abdallahi ibn Muhammad (1846–1899)

- Zulu
  - König: Dinizulu ka Cetshwayo (1884–1913)

## Amerika

### Nordamerika
- Kanada
  - Staatsoberhaupt: Königin: Victoria (1867–1901)
    - Generalgouverneur: Lord Frederick Arthur Stanley (1888–1893)

  - Regierungschef: Premierminister: John A. Macdonald (1867–1873, 1878–1891)

- Mexiko
  - Staats- und Regierungschef: Präsident: Porfirio Díaz (1876, 1877–1880, 1884–1911)

- Vereinigte Staaten von Amerika
  - Staats- und Regierungschef:
    - Präsident: Grover Cleveland (1885–4. März 1889, 1893–1897)
    - Präsident: Benjamin Harrison (4. März 1889–1893)

### Mittelamerika
- Costa Rica
  - Staats- und Regierungschef: Präsident Bernardo Soto Alfaro (1885–1890)

- Dominikanische Republik
  - Staats- und Regierungschef:
    - Präsident: Ulises Heureaux (1882–1884, 1887–27. Februar 1889, 1889–1899)
    - Präsident: Manuel María Gautier (27. Februar 1889 – 30. April 1889)
    - Präsident: Ulises Heureaux (1882–1884, 1887–1889, 30. April 1889–1899)

- El Salvador
  - Staats- und Regierungschef: Präsident Francisco Menéndez (1885–1890)

- Guatemala
  - Staats- und Regierungschef: Präsident Manuel Lisandro Barillas (1885–1892)

- Haiti
  - Staats- und Regierungschef:
    - Präsident François Denys Légitime (1888–22. August 1889)
    - (provisorisch) Monpoint jeune (23. August–17. Oktober 1889)
    - Präsident Florvil Hyppolite (17. Oktober 1889–1896)

- Honduras
  - Staats- und Regierungschef: Präsident: Luis Bográn (1883–1891)

- Nicaragua
  - Staats- und Regierungschef:
    - Präsident Evaristo Carazo (1887–1. August 1889)
    - Präsident David Osorno (1. August–5. August 1889)
    - Präsident Roberto Sacasa (5. August 1889–1891, 1891–1893)

### Südamerika
- Argentinien
  - Staats- und Regierungschef: Präsident: Miguel Juárez Celman (1886–1890)

- Bolivien
  - Staats- und Regierungschef: Präsident: Aniceto Arce (1888–1892)

- Brasilien (ab 1889 Republik)
  - Kaiser: Peter II. (1831–15. November 1889)
  - Präsident: Manuel Deodoro da Fonseca (15. November 1889–1891)

- Chile
  - Staats- und Regierungschef: Präsident: José Manuel Balmaceda (1886–1891)

- Ecuador
  - Staats- und Regierungschef: Präsident Antonio Flores Jijón (1888–1892)

- Kolumbien
  - Staats- und Regierungschef: (provisorisch) Carlos Holguín Mallarino (1888–1892)

- Paraguay
  - Staats- und Regierungschef: Präsident Patricio Escobar (1886–1890)

- Peru
  - Staats- und Regierungschef: Präsident Andrés A. Cáceres Dorregaray (1883–1885, 1886–1890)

- Uruguay
  - Staats- und Regierungschef: (provisorisch) Máximo Tajes (1886–1890)

- Venezuela
  - Staats- und Regierungschef: Präsident Juan Pablo Rojas Paúl (1888–1890)

## Asien
- Abu Dhabi
  - Staatsoberhaupt: Emir Zayed I. (1855–1909)

- Adschman
  - Scheich: Raschid II. (1872–1891)

- Afghanistan
  - Herrscher: Emir Abdur Rahman Khan (1880–1901)

- Bahrain
  - Staatsoberhaupt: Emir Isa I. (1869–1932)

- China (Qing-Dynastie)
  - Staatsoberhaupt: Kaiser Guangxu (1875–1908)

- Britisch-Indien
  - Staatsoberhaupt: Kaiserin: Victoria (1877–1901)
  - Vizekönig: Henry Petty-FitzMaurice (1888–1894)

- Japan
  - Staatsoberhaupt: Kaiser Mutsuhito (1867–1912)
  - Regierungschef:
    - Premierminister Kuroda Kiyotaka (1888–25. Oktober 1889)
    - Naidaijin Sanjō Sanetomi (25. Oktober 1889–24. Dezember 1889)
    - Premierminister Yamagata Aritomo (24. Dezember 1889–1891 1898–1900)

- Korea
  - Staatsoberhaupt: Kaiser Gojong (1864–1897)

- Kuwait
  - Staatsoberhaupt: Emir Abdullah II. (1866–1892)

- Nepal
  - Staatsoberhaupt: König Prithvi (1881–1911)
  - Regierungschef: Ministerpräsident Bir Shamsher Jang Bahadur Rana (1885–1901)

- Oman
  - Staatsoberhaupt: Sultan Faisal ibn Turki (1888–1913)

- Persien (Kadscharen-Dynastie)
  - Schah: Naser od-Din Schah (1848–1896)

- Thailand
  - Staatsoberhaupt: König von Thailand Chulalongkorn (1868–1910)

## Australien und Ozeanien
- Australien
  - Staatsoberhaupt: Königin Victoria (1837–1901)
  - New South Wales
    - Gouverneur: Charles Robert Wynn-Carington, 1. Marquess of Lincolnshire (1885–1890)
    - Premierminister:
      - Henry Parkes (1872–1875, 1877, 1878–1883, 1887–17. Januar 1889, 8. März 1889–1891)
      - George Dibbs (1885, 17. Januar 1889–7. März 1889, 1891–1894)
      - Henry Parkes (1872–1875, 1877, 1878–1883, 1887–17. Januar 1889, 8. März 1889–1891)

  - Queensland
    - Gouverneur: Henry Norman (1889–1895)
    - Premierminister: Boyd Morehead (1888–1890)

  - South Australia
    - Gouverneur:
      - Sir William Cleaver Francis Robinson (1883–8. März 1889)
      - Algernon Keith-Falconer, 9. Earl of Kintore (11. April 1889–1895)

    - Premierminister:
      - Thomas Playford II (1887–27. Juni 1889, 1890–1892)
      - John Cockburn (27. Juni 1889–12. August 1890)

  - Tasmanien
    - Gouverneur: Robert Hamilton (1887–1892)
    - Regierungschef: Premierminister Philip Fysh (1877–1878, 1887–1892)

  - Victoria
    - Gouverneur: Henry Loch (1884–15. November 1889)
      - John Hope, 7. Earl of Hopetoun (28. November 1889–1895)

    - Premierminister: Duncan Gillies (1886–1890)

  - Western Australia
    - Gouverneur: Sir William Cleaver Francis Robinson (1875–1877, 1880–1883, 1890–1895)
    - Premierminister: Sir John Forrest (1890–1901)

- Hawaii
  - König: David Kalākaua (1874–1891)

- Neuseeland
  - Staatsoberhaupt: Königin Victoria (1837–1901)
  - Gouverneur:
    - William Jervois (1883–1889)
    - William Onslow, 4. Earl of Onslow (1889–1892)

  - Regierungschef: Premierminister Harry Atkinson (1887–1891)

- Tonga
  - Staatsoberhaupt: König George Tupou I. (1875–1893)

## Europa
- Andorra
  - Co-Fürsten:
    - Staatspräsident von Frankreich: Marie François Sadi Carnot (1887–1894)
    - Bischof von Urgell: Salvador Casañas i Pagès (1879–1901)

- Belgien
  - Staatsoberhaupt: König Leopold II. (1865–1909)
  - Regierungschef: Ministerpräsident Auguste Beernaert (1884–1894)

- Bulgarien
  - Fürst: Ferdinand I. (1887–1918) (ab 1908 Zar)

- Dänemark
  - Staatsoberhaupt: König: Christian IX. (1863–1906)
  - Regierungschef: Ministerpräsident Jacob Brønnum Scavenius Estrup (1875–1894)

- Deutsches Reich
  - Kaiser: Wilhelm II. (1888–1918)
    - Reichskanzler: Otto von Bismarck (1871–1890)

  - Anhalt
    - Herzog: Friedrich I. (1871–1904)
      - Staatsminister: Anton von Krosigk (1875–1892)

  - Baden
    - Großherzog: Friedrich I. (1856–1907)
      - Staatsminister: Ludwig Turban der Ältere (1876–1893)

  - Bayern
    - König: Otto I. (1886–1913)
      - Regent: Prinzregent Luitpold (1886–1912)
        - Vorsitzender im Ministerrat: Johann Freiherr von Lutz (1880–1890)

  - Braunschweig
    - Regent: Prinz Albrecht von Preußen (1885–1906)

  - Bremen
    - Bürgermeister: August Lürman (1887) (1889) (1892) (1894)

  - Reichsland Elsaß-Lothringen
    - Kaiserlicher Statthalter: Chlodwig Fürst zu Hohenlohe-Schillingsfürst (1885–1894)
    - Staatssekretär des Ministeriums für Elsaß-Lothringen: Maximilian von Puttkamer (1887–1901)

  - Hamburg
    - Erster Bürgermeister: Carl Friedrich Petersen (1876–1877) (1880) (1883) (1886) (1889) (1892)

  - Hessen-Darmstadt
    - Großherzog: Ludwig IV. (1877–1892)
      - Präsident des Gesamtministeriums: Jakob Finger (1884–1898)

  - Lippe
    - Fürst: Woldemar (1875–1895)

  - Lübeck
    - Bürgermeister: Arthur Gustav Kulenkamp (1881–1882, 1885–1886, 1889–1890, 1893–1894)

  - Mecklenburg-Schwerin
    - Großherzog: Friedrich Franz III. (1883–1897)
      - Präsident des Staatsministeriums: Alexander von Bülow (1886–1901)

  - Mecklenburg-Strelitz
    - Großherzog: Friedrich Wilhelm (1860–1904)
      - Staatsminister: Friedrich von Dewitz (1885–1907)

  - Oldenburg
    - Großherzog: Nikolaus Friedrich Peter (1853–1900)
      - Staatsminister: Friedrich Andreas Ruhstrat (1876–1890)

  - Preußen
    - König: Wilhelm II. (1888–1918)
      - Ministerpräsident: Otto von Bismarck (1862–1873, 1873–1890)

  - Reuß ältere Linie
    - Fürst: Heinrich XXII. (1859–1902)

  - Reuß jüngere Linie
    - Fürst: Heinrich XIV. (1867–1913)

  - Sachsen
    - König: Albert (1873–1902)
      - Vorsitzender des Gesamtministeriums: Georg Friedrich Alfred Graf von Fabrice (1876–1891)

  - Sachsen-Altenburg
    - Herzog: Ernst I. (1853–1908)

  - Sachsen-Coburg und Gotha
    - Herzog: Ernst II. (1844–1893)
      - Staatsminister: Gisbert von Bonin (1888–1891)

  - Herzogtum Sachsen-Meiningen
    - Herzog: Georg II. (1866–1914)

  - Sachsen-Weimar-Eisenach
    - Großherzog: Carl Alexander (1853–1901)

  - Schaumburg-Lippe
    - Fürst: Adolf I. Georg (1860–1893)

  - Schwarzburg-Rudolstadt
    - Fürst: Georg Albert (1869–1890)

  - Schwarzburg-Sondershausen
    - Fürst: Karl Günther (1880–1909)

  - Waldeck und Pyrmont (seit 1968 durch Preußen verwaltet)
    - Fürst: Georg Viktor (1845–1893)
    - Preußischer Landesdirektor: Johannes von Saldern (1886–1907)

  - Württemberg
    - König: Karl I. (1864–1891)
      - Präsident des Staatsministeriums: Hermann von Mittnacht (1876–1900)

- Frankreich
  - Staatsoberhaupt: Präsident: Marie François Sadi Carnot (1887–1894)
  - Regierungschef:
    - Präsident des Ministerrates Charles Thomas Floquet (1888–22. Februar 1889)
    - Präsident des Ministerrates Pierre Tirard (1887–1888, 22. Februar 1889–1890)

- Griechenland
  - Staatsoberhaupt: König: Georg I. (1863–1913)
    - Regierungschef: Ministerpräsident Charilaos Trikoupis  (1875, 1877–1878, 1878, 1880, 1882–1885, 1886–1890, 1992–1993, 1893–1895)

- Italien
  - Staatsoberhaupt: König: Umberto I. (1878–1900)
  - Regierungschef: Ministerpräsident Francesco Crispi (1887–1891, 1893–1896)

- Luxemburg (1815–1890 Personalunion mit den Niederlanden)
  - Staatsoberhaupt: Großherzog: Wilhelm III. (1849–1890)
  - Regierungschef: Premierminister Paul Eyschen (1888–1915)

- Monaco
  - Fürst: Charles III. (1856–10. September 1889)
  - Fürst: Albert I. (10. September 1889–1922)

- Montenegro
  - Fürst: Nikola I. Petrović Njegoš (1860–1918) (ab 1910 König)

- Neutral-Moresnet
  - König von Belgien: Leopold II. (1865–1909)
  - König von Preußen: Wilhelm II. (1888–1918)

- Niederlande (1815–1890 Personalunion mit Luxemburg)
  - Staatsoberhaupt: König Wilhelm III. (1849–1890)
  - Regierungschef: Ministerpräsident Æneas Mackay der Jüngere (1888–1891)

- Norwegen (1814–1905 Personalunion mit Schweden)
  - Staatsoberhaupt: König Oskar II. (1872–1905)
  - Regierungschef:
    - Ministerpräsident Johan Sverdrup (1884–1889)
    - Ministerpräsident Emil Stang (1889–1891, 1893–1895)

- Osmanisches Reich:
  - Staatsoberhaupt: Sultan Abdülhamid II. (1876–1909)
  - Regierungschef: Großwesir Kıbrıslı Mehmed Kamil Pascha (1885–1891, 1895, 1908–1909, 1912–1913)

- Österreich-Ungarn
  - Staatsoberhaupt: Kaiser Franz Joseph I. (1848–1916)
  - Regierungschef von Cisleithanien:
    - Ministerpräsident Eduard Taaffe (1879–1893)

  - Regierungschef von Transleithanien:
    - Ministerpräsident Kálmán Tisza (1875–1890)

- Portugal
  - Staatsoberhaupt: König Ludwig I. (1861–1889)
  - König Karl I. (1889–1908)
  - Regierungschef: Ministerpräsident José Luciano de Castro Pereira Côrte-Real (1886–1890, 1897–1900, 1904–1906)

- Rumänien
  - Staatsoberhaupt: König Karl I. (1866–1914) (bis 1881 Fürst)
  - Regierungschef:
    - Ministerpräsident Theodor Rosetti (1888–1889)
    - Ministerpräsident Lascăr Catargiu (1866–1871–1876, 1889, 1891–1895)
    - Ministerpräsident Gheorghe Manu (1889–1891)

- Russland
  - Staats- und Regierungschef: Kaiser Alexander III. (1881–1894)

- Schweden
  - Staatsoberhaupt: König: Oskar II. (1872–1907) (1872–1905 König von Norwegen)
  - Regierungschef:
    - Ministerpräsident Gillis Bildt (1888–12. Oktober 1889)
    - Ministerpräsident Gustaf Åkerhielm (12. Oktober 1889–1891)

- Schweiz[1]
  - Bundespräsident Bernhard Hammer (1889)
  - Bundesrat:
    - Karl Schenk (1864–1894)
    - Emil Welti (1867–1891)
    - Bernhard Hammer (1876–1890)
    - Numa Droz (1876–1892)
    - Louis Ruchonnet (1883–1891)
    - Adolf Deucher (1883–1912)
    - Walter Hauser (1889–1902)

- Serbien
  - König: Milan Obrenović I. (1868–1889) (bis 1882 Fürst)
  - König: Aleksandar Obrenović (1889–1903)

- Spanien
  - Staatsoberhaupt: König Alfons XIII. (1886–1941)
  - Regentin: Maria Christina (1885–1902)
  - Regierungschef: Ministerpräsident Práxedes Mateo Sagasta (1871–1872, 1874, 1881–1883, 1885–1890, 1892–1895, 1897–1899)

- Ungarn
  - Staatsoberhaupt: König: Franz Joseph I. (1848–1916) (1848–1916 König von Böhmen, 1848–1916 Kaiser von Österreich)
  - Regierungschef: Ministerpräsident Kálmán Tisza (1875–1890)

- Vereinigtes Königreich
  - Staatsoberhaupt: Königin Victoria (1837–1901) (1877–1901 Kaiserin von Indien)
  - Regierungschef: Premierminister Robert Gascoyne-Cecil, 3. Marquess of Salisbury (1885–1886, 1886–1892, 1895–1902)